# بوریس اسپاسکی
(به روسی: Бори́с Васи́льевич Спа́сский) (زاده ۳۰ ژانویه ۱۹۳۷ – درگذشته ۲۷ فوریه ۲۰۲۵) قهرمان شطرنج جهان از سال ۱۹۶۹ تا سال ۱۹۷۲ سه سال در سن ۳۲ سالگی بود.
او در سال ۱۹۶۹ تیگران پتروسیان را با ۶ برد و ۴ باخت و ۱۳ تساوی شکست داد. در سال ۱۹۷۲ در مسابقات قهرمانی شطرنج جهان ۱۹۷۲، عنوان قهرمانی را به بابی فیشر واگذار کرد. او به عنوان یک بازیکن کامل شناخته می‌شد.
وی بعد از شکست بزرگش در مسابقه بر سر عنوان قهرمانی به بابی فیشر در ریکیاویک بسال ۱۹۷۲، مشهورترین بازنده شطرنج شد.
بوریس اسپاسکی در ۲۷ فوریه ۲۰۲۵، در سن ۸۸ سالگی درگذشت.

## زندگی‌نامه
اسپاسکی، از اهالی لنینگراد بود در سنین کودکی اش از او به عنوان یک اعجوبه نام برده می‌شد و قبل از آنکه در فینال قهرمانی ملی حضور یافته باشد وی را برای یک تورنمنت بین‌المللی انتخاب نمودند. این مسابقات در بخارست بسال ۱۹۵۳ بود و اسپاسکی با شکست دادن اسمیسلف بازیکن برجسته‌ای در جهان ورود افسانه‌ای اش را به جهان اعلام داشت.

اواسط دهه ۱۹۵۰ بسیاری بر این عقیده بودند که اسپاسکی بزودی قهرمان جهان می‌شود. اما ضعف عصبی‌اش باعث شکست وی در بازی‌های حساس قهرمانی شوروی (سال‌های ۱۹۵۸ و ۱۹۶۱) در طی یک مسابقه در چند سال بعد، بوریس احساسش را در ضمن بازی حساسش با میخائیل تال در ۱۹۵۸ – جایی که عنوان قهرمانی شوروی مطرح بود - تشریح کرد: 
«بازی موقتاً تعطیل و به روز دیگری موکول شد و من موقعیت خوبی داشتم، اما به واسطه تحلیل زیاد بازی خسته شده بودم و روز بعد بدون تراشیدن ریشم بازی را از سرگرفتم. معمولاً قبل از انجام بازیهای مهم دوش می‌گرفتم و بهترین لباسم را می‌پوشیدم و سعی می‌کردم در بهترین حالت خود باشم. اما آن روز من خیلی خودم را با تجزیه و تحلیل بازی درگیر کرده بودم و وقتی سر میز بازی رسیدم خیلی ژولیده و نامرتب بودم. یادم است تال به من پیشنهاد تساوی داد اما من امتناع کردم. بعد احساس برتری افول کرد و رشته بازی از دستم خارج شد. حالا من پیشنهاد تساوی دادم و تال امتناع کرد. وقتی به ادامه بازی تن دادم سالن از هیجان منفجر شد، اما من گیج بودم و بسختی می‌توانستم بفهمم که دارد چه اتفاقی می‌افتد احساس می‌کردم دنیا روی سرم خراب می‌شود. بعد از بازی به خیابان رفتم و مثل یک بچه گریستم.»

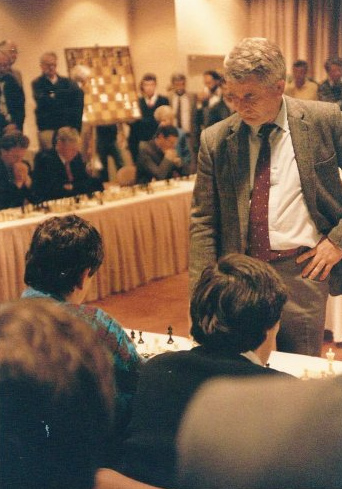
بوریس اسپاسکی در سال ۱۹۸۹

بحران زندگی شخصی که حوالی سال ۱۹۶۰ گریبانگیر اسپاسکی شد – با مربی قدیمش بهم زد، بخاطر رفتار ناشایستش در بازی‌های المپیک شطرنج دانش‌آموزان برای یکسال از سفر خارجی محروم شد و از اولین همسرش با گفتن این جمله که: «ما مثل دو فیل با رنگهای متضاد هستیم» طلاق گرفت- با گرفتن یک مربی جدید (بانداروسکی آرام و منطقی) به آرامش گرایید: اسپاسکی بالاخره همه موانع را با موفقیت پشت سرگذاشت و در سال ۱۹۶۶ بر سر عنوان قهرمانی جهان رودرروی پتروسیان قرار گرفت اما بگونه‌ای غیرمنتظره از او شکست خورد. او هنوز به اندازه کافی تکامل نیافته بود که قهرمان جهان شود. اما در سال ۱۹۶۹ در فینال بازی‌ها پتروسیان را قاطعانه شکست داد و شگردی که در این بازی به کار برد بنام تکنیک حمله اسپاسکی نام گرفت- کنترل مرکز، سپس روانه ساختن مهره‌ها در روی خطوط باز.
اسپاسکی عنوان جهانی را باری سنگین یافت و تنها خاطره بیاد ماندنی که از خود بجا گذاشت غلبه اش بر بابی فیشر در مسابقات المپیک شطرنج ۱۹۷۰ بود. هنگامی که در سال ۱۹۷۲ فیشر بالاخره برای جدال بر سر عنوان جهانی تعیین شد و تهدید به باز پس گرفتن عنوان جهانی کرد، اسپاسکی اغلب بواسطه یک احساس قوی تسلیم گرایانه، افسرده و غمگین بود. سرانجام عنوان قهرمانی را تسلیم کرد و بدنبال آن جایگاه رفیعش در جامعه شوروی از دست داد، نیز توسط کارپف و کورچنوی از دو سری مسابقه انتخابی برای عنوان جهانی حذف شد و بالاخره با زن فرانسوی اش –زن سوم- در نزدیکی پاریس خانه‌نشین گردید.
اسپاسکی در سال‌های ۱۹۶۱و ۱۹۷۳ به قهرمانی شوروی دست یافت. اگرچه او در سال‌های ۱۹۵۶ به همراه مارک تایمانف و یوری آورباخ و ۱۹۶۳ به همراه لئونید اشتاین و رتمیر خولموف به قهرمانی شوروی دست یافت اما در هر دو، در مسابقه تکمیلی برای مشخص کردن قهرمان شکست خورد.
از مسابقه بین ایشان و بابی فیشر فیلمی سینمایی به کارگردانی ادوارد زوریک تهیه شده است